# Jazz Festival Enkhuizen
Das Jazz Festival Enkhuizen wird seit 1974 in der historischen Altstadt von Enkhuizen in den Niederlanden veranstaltet.
Das Festival findet am ersten Wochenende im Juni statt und dauert vier Tage.
Während in den 1980er Jahren bis zu 10.000 Zuschauer das Festival besuchten, nimmt die Zahl der Besucher in den letzten Jahren kontinuierlich ab.
Im Jahre 1992 zeigte das ZDF den Dokumentarfilm Dixieland Jazzfestival Enkhuizen von Henning Lohner.

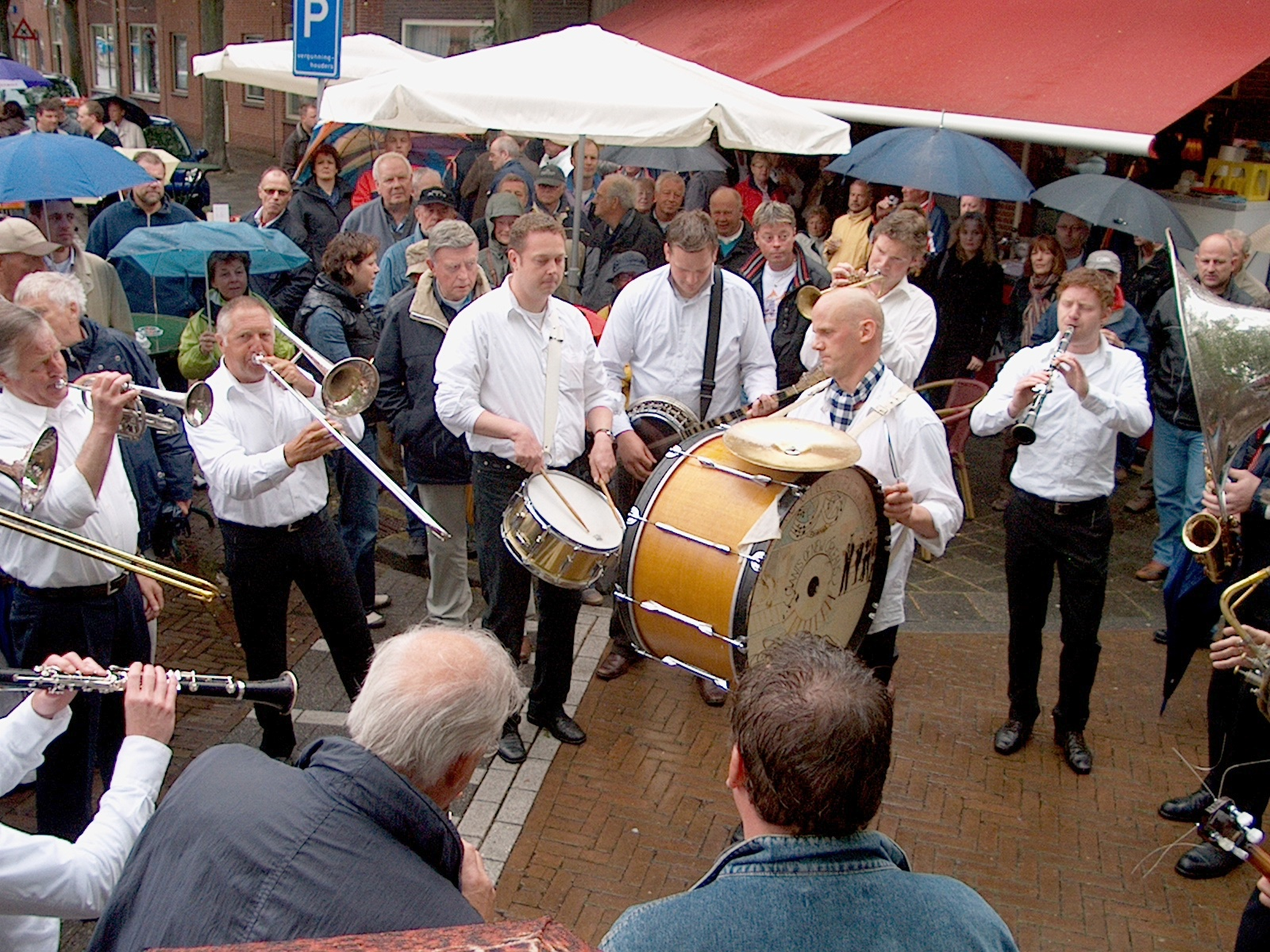
2008

## Historische Musikerliste
- Beryl Bryden (England)
- Chris Barber (England)
- Goodluck (Südafrika)
- Jazz Five (Dänemark)[3]
- King Pleasure and the Biscuit Boys (England)[4]
- Lillian Boutté (USA)
- Max Collie’s Rhythm Aces (England)
- Shannon Powell (USA)
- Old Merry Tale Jazzband (Deutschland)